# Živá nádraží
Živá nádraží je projekt Českých drah, který má za cíl přeměnit přibližně 60 stávajících železničních stanic na multifunkční centra s obchody a restauracemi. Projekt je financován ze soukromých zdrojů a České dráhy se na něm podílejí pouze nepřímo.

## Seznamy nádraží

### Projekty v realizaci
Podle oficiálního webu projektu byly začátkem července 2008 ve fázi realizace rekonstrukce těchto nádraží: 
- Praha hlavní nádraží, partnerem Grandi Stazioni, realizace 12/2006 – 2011
- Praha-Smíchov, Smíchov Station Development, společný podnik Sekyra Group a. s. a Českých drah
- Praha-Holešovice, Centrum Holešovice a. s., společný podnik NAVATYP a. s. a Českých drah
- Praha-Dejvice, ČD Reality a. s., pronájem na 40 let
- Praha-Žižkov, jižní část nákladového nádraží, revitalizaci má zajistit Sekyra Group a. s.

### Aktuální výběrová řízení
Podle oficiálního webu projektu byly začátkem července 2008 ve fázi aktuálních výběrových řízení rekonstrukce těchto nádraží: 
- Děčín hlavní nádraží, výběrové řízení 28. ledna až 30. dubna 2008
- Hodonín, výběrové řízení 28. ledna až 30. dubna 2008
- Kutná Hora město, výběrové řízení 28. ledna až 30. dubna 2008
- Kynšperk nad Ohří, výběrové řízení 28. ledna až 30. dubna 2008
- Letohrad, výběrové řízení 28. ledna až 30. dubna 2008
- Písek, výběrové řízení 28. ledna až 30. dubna 2008
- Poděbrady, výběrové řízení 28. ledna až 30. dubna 2008
- Valašské Meziříčí, výběrové řízení 28. ledna až 30. dubna 2008
- Jihlava, výběrové řízení 29. února až 29. května 2008
- Jihlava město, výběrové řízení 29. února až 29. května 2008
- Mělník, výběrové řízení 29. února až 29. května 2008
- Praha-Radotín, výběrové řízení 29. února až 29. května 2008
- Příbram, výběrové řízení 29. února až 29. května 2008
- Šternberk, výběrové řízení 29. února až 29. května 2008
- Hradec Králové, výběrové řízení 21. března až 9. května 2008
- Pardubice hlavní nádraží, výběrové řízení 21. března až 9. května 2008
- Jičín, výběrové řízení 21. března až 21. května 2008

### Připravovaná výběrová řízení
Podle oficiálního webu projektu byly začátkem července 2008 ve fázi připravovaných výběrových řízení rekonstrukce těchto nádraží: 
- Praha-Ruzyně
- Mělník
- Louny
- Uherský Brod
- Vyškov na Moravě
- Kroměříž
- Pelhřimov
- Uničov
- Jindřichův Hradec
- Praha-Hlubočepy

## Revitalizace bez soukromých zdrojů
V tisku (články citované na webu projektu Živá nádraží) se objevily zmínky o mnoha dalších revitalizovaných nádražích, která nejsou na stránkách projektu zmíněna, například 

### Z vlastních zdrojů ČD
- Český Těšín, přestavba zrealizována z vlastních zdrojů ČD a. s.
- Znojmo, přestavba zrealizována z vlastních zdrojů ČD a. s.
- Hradec Králové, přestavba zrealizována z vlastních zdrojů ČD a. s.
- Děčín, přestavba zrealizována z vlastních zdrojů ČD a. s.
- Choceň, přestavba zrealizována z vlastních zdrojů ČD a. s.

### S účastí obcí
- Tábor, přestavba zrealizována s podílem města
- Prostějov, přestavba zrealizována s podílem města
- Ostrava-Svinov, přestavba zrealizována s podílem města

### Další zařazená nádraží nezmíněná na hlavní stránce projektu
- Kolín, AŽD Praha
- Ústí nad Labem hlavní nádraží
- Teplice
- Havlíčkův Brod
- Františkovy Lázně
- Praha Masarykovo nádraží
- Praha-Braník
- Chomutov
- Most
- Lovosice
- a mnoho dalších